# Антеринг
Антеринг (нем. Anthering) — коммуна (нем. Gemeinde) в Австрии, в федеральной земле Зальцбург.
Входит в состав округа Зальцбург.  Население составляет 3258 человек (на 31 декабря 2005 года). Занимает площадь 25 км². Официальный код  —  50 302.

## Политическая ситуация
Бургомистр коммуны — Йохан Мюльбахер (АНП) по результатам выборов 2004 года.
Совет представителей коммуны (нем. Gemeinderat) состоит из 19 мест.
- АНП занимает 12 мест.
- СДПА занимает 5 мест.
- местный блок: 2 места.